# Namig Gouliev

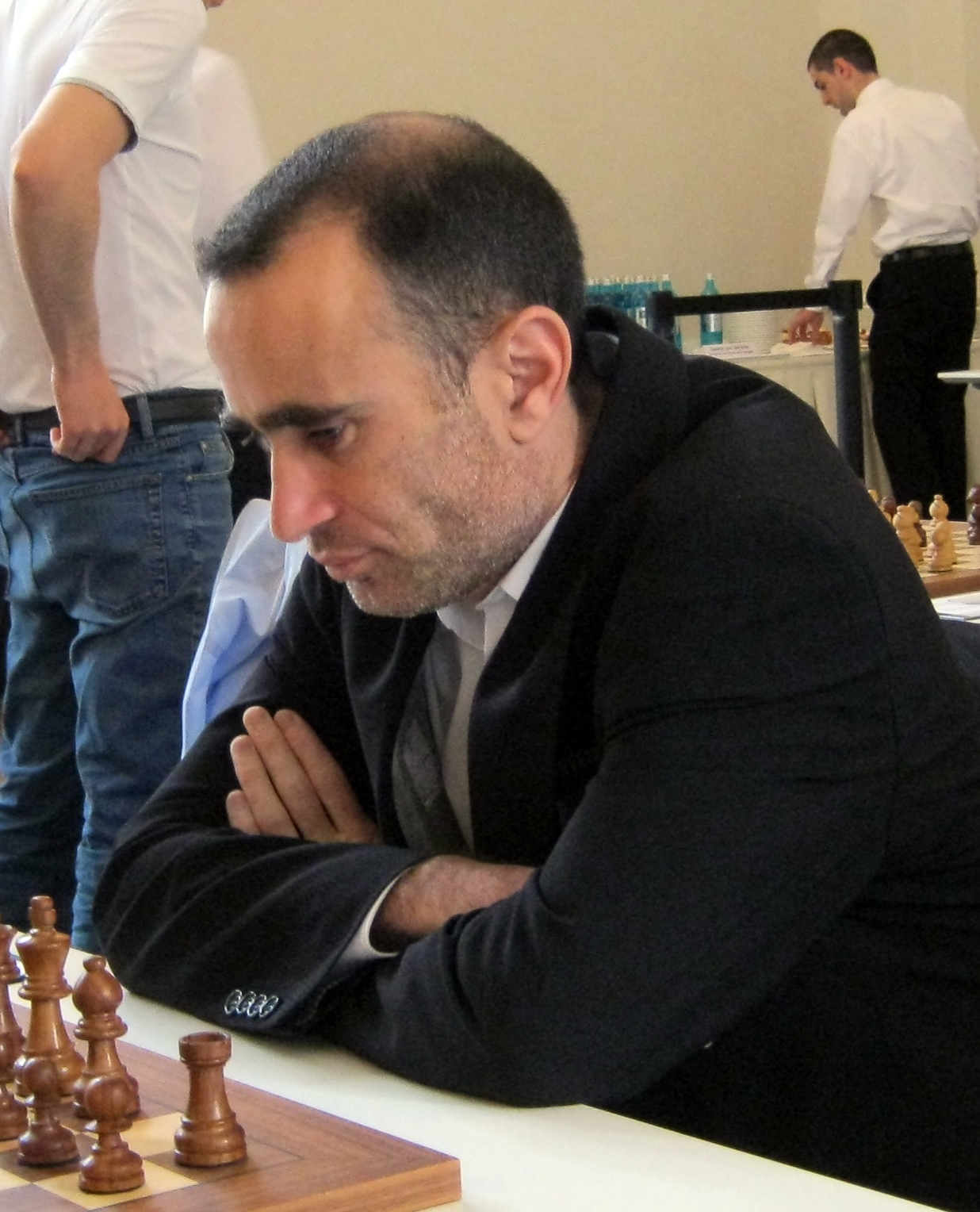
Namig Gouliev, 2012

Namig Gouliev (Azerbeidzjaans: Namiq Quliyev) (Beyləqan, 13 februari 1974) is een Azerbeidzjaans schaker. Hij is sinds 2005 een grootmeester (schaken) (GM). 
- In april 2003 won hij in Nancy een Rating-toernooi met 9 pt. uit 9 partijen. In juli 2003 won Gouliev het 7e Internationale Open toernooi van Bischwiller.[1] In augustus 2003 won hij het Internationale Open toernooi in Charleroi.
- In augustus 2004 won hij het 11. Open International d'Ete in Nice. In november 2004 won hij het 11. Open de Lutece in Parijs (met 7 pt. uit 7).
- De in Parijs wonende Namig Gouliev heeft sinds augustus 2005 de titel grootmeester. De drie hiervoor benodigde normen behaalde hij   in juli 2004 bij het internationale kampioenschap van Parijs, in de Franse competitie voor schaakverenigingen 2004/05, en in juli 2005 bij een open toernooi in Illkirch-Graffenstaden.[2]
- In 2005 werd hij in Béthune gedeeld 1e–4e met Oleg Kornejev, Andrei Sokolov en Azer Mirzoev.[3] In september 2005 won hij het Open Young Masters in Lausanne (gedeeld met Tigran L. Petrosjan en Daniel Fridman). In oktober 2005 won hij (na fijncalculatie vanwege een gelijk aantal punten) het Klaus-Junge Open in Hamburg en werd hij met 7 pt. uit 9 gedeeld derde op het rapidschaak-toernooi "Cocoon" in Oostende dat met 8 uit 9 gewonnen werd door Jevgeni Mirosjnitsjenko.
- In december 2006 won hij met twee punten voorsprong het Tournoi de Grands Maitres in Parijs.
- In februari 2007 won hij het 5. Festival Meurthe et Moselle-Turnier in Nancy.
- In juli 2008 won hij het 42. Internationale Festival in Bagneux. In november 2008 won hij, met evenveel punten als Alberto David, het Évry Open.
- In april 2009 werd hij gedeeld 1e–3e met Friso Nijboer en Adam Horvath op het 27. Open in Metz.[4]
- In 2010 werd hij gedeeld 1e–3e met Valentin Panbukchian en Vladimir Malaniuk in Malakoff.[5]
- In april 2010 en in april 2013 won hij het internationale Open in Malakoff.
- In 2011 nam hij deel aan de Wereldbeker schaken, waarbij hij in de eerste ronde werd uitgeschakeld door Baadoer Dzjobava.
- In 2012 won hij het Open toernooi van Plancoët.[6]
- Het HSG Open in Hilversum won hij in juni 2012 en in juni 2013.
- In 2015 won Gouliev het Daniël Noteboom-toernooi in Leiden.
- In 2019 werd Gouliev gedeeld eerste met Miguoel Admiraal, Sergej Fedortsjoek, Maxime Lagarde en Jules Moussard in het Cappelle-la-Grande Open toernooi.[7]

## Schaakteams
Gouliev speelde aan bord 3 voor het Azerbeidzjaanse team in de Schaakolympiades van 1994 in Moskou en 2006 in Turijn.
In 2005 behoorde hij bij het Europees kampioenschap schaken voor landenteams in Göteborg tot het Azerbeidzjaanse team, aan het reservebord, maar hij werd niet ingezet.
In de Franse bondscompetitie voor schaakverenigingen speelde hij in 2004 voor Echiquier Nanceien, in 2005 voor Bischwiller, in 2007 voor Paris Chess XV en in 2009 voor Pion du Roi – Lèves. In België speelt hij voor Cercle d'Échecs Fontainois, waarmee hij in 2019 kampioen werd, in Nederland voor En Passant Bunschoten-Spakenburg, waarmee hij in 2016 kampioen werd, in Hongarije voor Aquaprofit NTSK, waarmee hij in 2017 kampioen werd en in Luxemburg voor De Sprénger Echternach, waarmee hij in 2005 kampioen werd. In Duitsland speelt hij sinds seizoen 2007/08 voor Schachclub Eppingen, aanvankelijk in de eerste klasse, sinds seizoen 2015/16 in de tweede klasse.